# Red Special

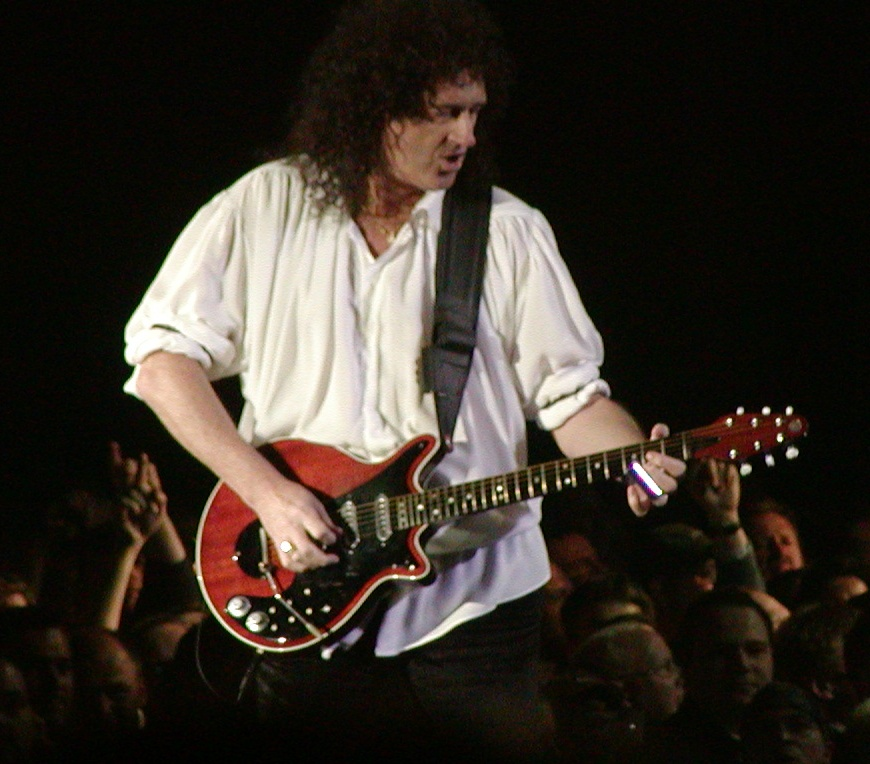
Brian May z gitarą Red Special na koncercie Queen + Paul Rodgers we Frankfurcie (2005)

Red Special (znana również jako Fireplace i Old Lady) – osobista gitara elektryczna własnego wyrobu Briana Maya, gitarzysty zespołu Queen.
May zbudował ją, mając 16 lat, z pomocą ojca, nie mogąc pozwolić sobie na kupno gotowej gitary znanej marki. Do budowy instrumentu wykorzystano wiele nietypowych elementów, w tym fragment starej drewnianej obudowy kominka (stąd nazwa Fireplace), ale również części zakupione w sklepach muzycznych, w tym przede wszystkim przetworniki.
Unikatowe brzmienie gitary sprawiło, że May korzystał z niej przez całą swoją późniejszą karierę, rzadko zastępując ją innymi gitarami. Co więcej, wiele firm zajmujących się produkcją gitar elektrycznych wykonało repliki instrumentu. Brzmienie Red Special stało się, obok śpiewu Freddiego Mercury’ego w Queen, najważniejszą rozpoznawczą cechą stylu grupy.

## Powstanie gitary
Prace nad gitarą zaczęły się w sierpniu 1963 roku. Młody Brian postanowił zbudować gitarę elektryczną, która spełniłaby jego wymagania. Nie odpowiadały mu ówczesne popularne marki takie jak Fender Stratocaster czy Gibson Les Paul, nie bez znaczenia był też fakt, że lepsze spośród gitar Fendera i Gibsona były dla rodziny za drogie.
Swoją pomoc przy budowie instrumentu zaoferował ojciec Briana – Harold – z wykształcenia inżynier. Pracowali przez 18 miesięcy w sypialni, która na czas trwania prac została przerobiona na warsztat lutniczy.
Łączny koszt materiałów zużytych w czasie budowy gitary wyniósł 8 funtów.

## Budowa

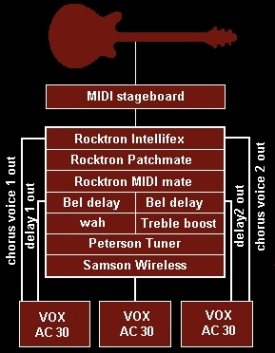
Schemat działania osprzętu elektronicznego i efektów w Red Special

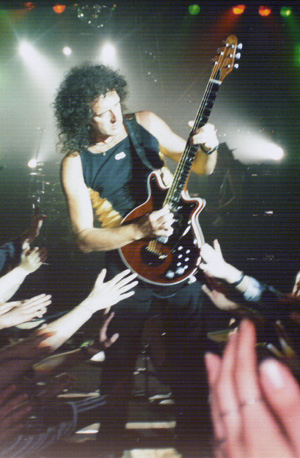
Brian May grający na kopii Grega Fryera John na koncercie w „Stodole” w Warszawie 30 września 1998 roku

Głównym założeniem podczas prac nad gitarą było wyprodukowanie instrumentu o parametrach technicznych, które będą odpowiadać potrzebom Briana Maya. Miała to być konstrukcja stworzona z myślą o konkretnej osobie, dostosowana do jej wzrostu i długości rąk.
Przyjęto założenie, że przy minimalnych kosztach miała być uzyskana jak najlepsza jakość instrumentu. Gitarę wyprodukowano częściowo z surowca znalezionego w podręcznym warsztacie domowym muzyka; tam, gdzie oszczędności nie były możliwe – ze względu na konieczność uzyskania odpowiedniej jakości – wyłożono fundusze na zakup części oryginalnych, w profesjonalnych sklepach muzycznych.

### Szyjka
Mahoniowy gryf został wykonany z podpory od starego, dwustuletniego pieca, znalezionego w sąsiedztwie na ulicy. Stąd pochodzi jedna z nazw tej gitary, Fireplace, co oznacza dosłownie kominek. Odpowiednie jej ukształtowanie nie było łatwe, głównie ze względu na stan materiału. Brian twierdził, że są w niej dwie dziury po kołatkach.
Użyty materiał wymusił nietypowe rozmiary. Szerokość przy mocowaniu wynosi 46 mm (zazwyczaj stosuje się ok. 42 mm), a rozpiętość strun 40 mm (zazwyczaj ok. 35 mm). Gryf był również o wiele grubszy niż w innych gitarach elektrycznych (od 29 do 31 mm). Nietypowe wymiary gryfu idealnie odpowiadały gitarzyście, który nawet grając na standardowych instrumentach, zawsze wybierał te o szerszych gryfach, podobnie jak czynił to Gibson.

### Podstrunnica
Chwytnia została zrobiona z dębu pomalowanego na czarno. 24 progi zostały kupione przez Briana w sklepie Clifford Essex w Cambridge Circus. Nie były one całkowicie standardowe. Dla lepszego komfortu gry zostały zeszlifowane, co spowodowało ich obniżenie. Oznaczenia charakterystycznych progów zrobione były z perłowych guzików, wcześniej należących do matki muzyka. Ułożenie kropek również nie było standardowe: po dwie na progach 7 i 19 i po trzy na 12 i 24, po jednej na 3, 5, 9, 15, 17, oraz 21.
Długość menzury to 24 cale, czyli 610 mm; szyjka ustawiona była równolegle do korpusu, a kąt główki to tylko 4 stopnie.

### Korpus
Gryf wklejony był w prostokątny otwór, który kończył się w pobliżu przetwornika. Mimo iż szyjkę zaprojektowano jedynie do klejenia, to dodatkowo trzymała ją śruba, którą umocowany był również pręt usztywniający szyjkę.
Sam korpus zbudowany został z resztek dębowego stołu i dwóch sklejonych płyt. Wydrążono w nich otwory mające stworzyć coś w rodzaju pudła rezonansowego. Na wierzch naklejono fornir, pomalowany na kolor ceglasto-czerwony i polakierowany na mahoniowo, co imitować miało lite drewno. Od charakterystycznego czerwonego koloru zewnętrznej warstwy instrumentu wziął on swoją oficjalną nazwę Red Special.

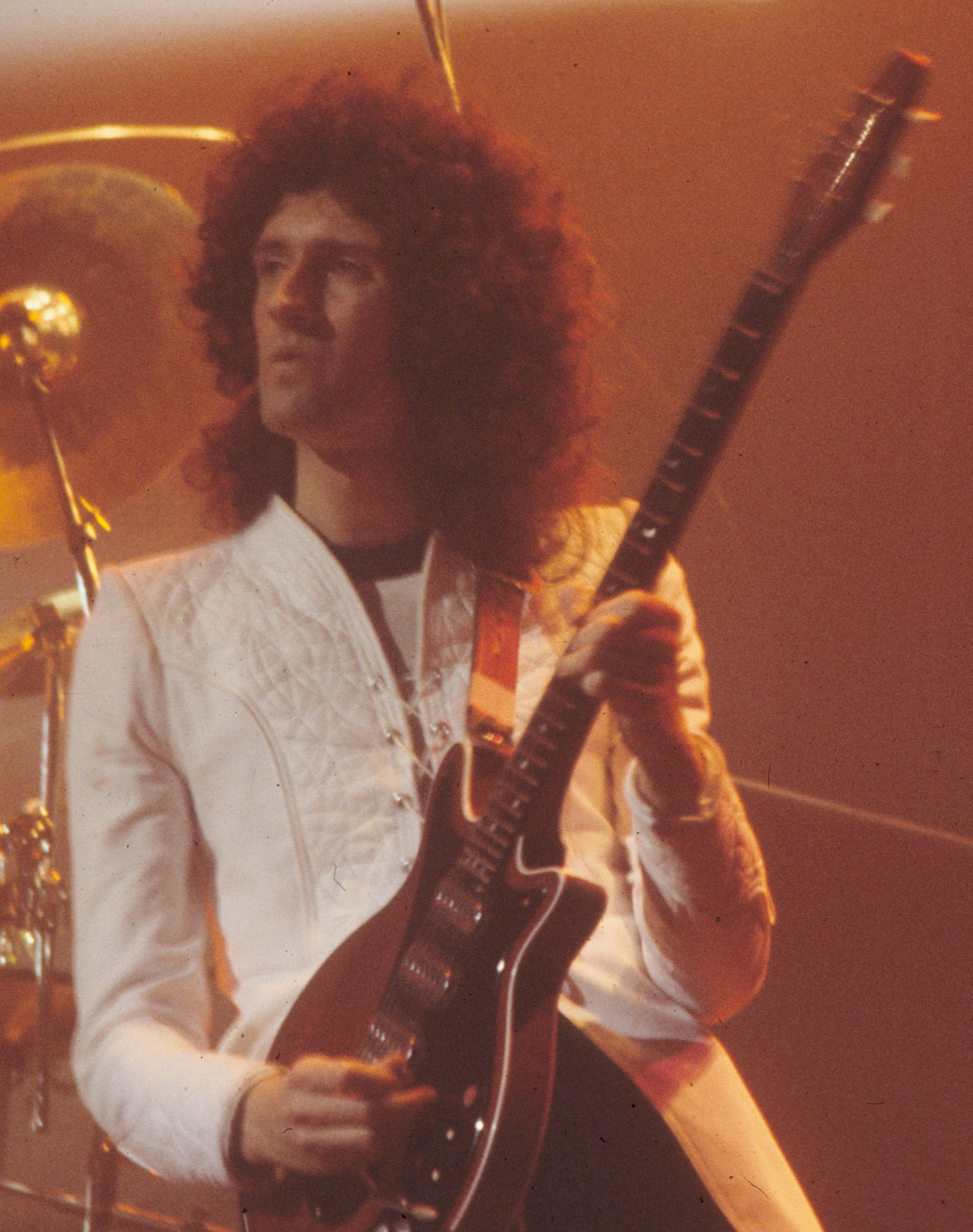
Brian May grający na Red Special na koncercie Queen 7 listopada 1978 roku (New Haven)

### Mostek
Brian przeprowadził sporo prób i ostatecznie zdecydował się na mostek składający się z sześciu aluminiowych części przykręconych do korpusu, podpierających rolkowate siodełka – tzw. mostek rolkowy. Wybór ten spowodowany był chęcią zapewnienia swojemu instrumentowi systemu vibrato, który obniżałby dźwięk o oktawę i wracał dokładnie do pozycji początkowej po użyciu, dzięki czemu nie zmieniałby się strój. Większość produkowanych wtedy tego typu systemów miała swoje wady, polegające głównie na nieprecyzyjnym powracaniu do pozycji pierwotnej.
Wciśnięcie ramienia tremolo (tzw. „wajchy”) powodowało ściśnięcie przez płytę dwóch sprężyn z motoroweru. Własnoręcznie wykonany klocek tremolo obracał się na ukrytym ostrzu noża z hartowanej stali, wyciętym w kształt litery V. Taka budowa spełniała oczekiwania muzyka: struny powracały z niewielkim oporem i strój dźwięku się nie zmieniał.

### Osprzęt elektroniczny
Przetwornikami były trzy firmowe Burns Tri-sonic, dodatkowo polakierowane dla redukcji szumów i połączone szeregowo, a nie – jak zwykle bywało w standardowych gitarach – równolegle. Początkowo w gitarze miały być przetworniki zrobione przez Briana, jednak powodowały zbyt dużo zakłóceń w postaci szumów.
Na aluminiowej osłonie, ukrytej pod czarnym pleksiglasem, oprócz standardowych pokręteł barwy i głośności, zamontowano również 6 małych przełączników. Każde dwa przełączniki odpowiadały jednemu przetwornikowi. Górny włączał lub całkowicie wyłączał odpowiedni przetwornik, a dolny odwracał jego fazę. Dawało to szeroką gamę 21 ustawień (chociaż specjaliści twierdzili, że część się pokrywała i w rezultacie było ich trzynaście), pozwalających na duże modyfikacje brzmienia.

## Repliki gitary

### Greco BHM-900
Zbudowana została w latach 70. XX wieku przez małą japońską firmę.

### John Birch Brian May
Gitara ta była używana przez Briana jako zapasowa w latach 1977–1982. Pojawiła się w teledyskach „We Will Rock You” i „Spread Your Wings” (obydwa były nakręcone w tym samym dniu), a swój żywot zakończyła na koncercie, na którym Brian, niezadowolony z jej brzmienia, zrzucił ją ze sceny. Korpus tej gitary miał złoty kolor.

### Guild BHM1
Najwcześniejsza oficjalna kopia powstała w roku 1984. Produkcję zatrzymano po wybudowaniu kilkuset egzemplarzy. Znowu powodem było niezadowolenie twórcy oryginalnej gitary. Guild różnił się od oryginału głównie brakiem otworów rezonansowych oraz zastosowaniem przetworników DiMarzio.
Firma Guild wykonała kolejną kopię, zwaną Guild Brian May Signature, w roku 1993.

### Burns Brian May Signature
Dość wierna kopia w stosunkowo niskiej cenie (ok. 1200 USD). Zastosowano w niej oryginalne, połączone szeregowo przetworniki oraz komory rezonansowe (chociaż umieszczone inaczej niż w oryginale). Główne różnice to inny system tremolo, lipowy korpus oraz inne umieszczenie ramienia tremolo („wajchy”), a także brak czarnej osłony. Gitary dostępne były też w innych kolorach i wersji dla osób leworęcznych.

### Guyton
Kopie wykonane były przez Brytyjczyka Andrew Guytona.
Lutnik najpierw dokonał renowacji pierwszej gitary akustycznej Briana, po czym dostał propozycję wykonania replik Red Special. Repliki zostały dobrze ocenione przez Briana, a do ich wykonania zrobiono nawet w szpitalu St. Barts w Londynie zdjęcia rentgenowskie gitary po to, aby odpowiednio umieścić otwory rezonansowe.
Pierwsze repliki Guytona powstały w 2003 roku, na 40. rocznicę powstania oryginału. Wykonywano też zielone repliki o nazwie Green Special, nazywane przez Briana Green Twin – zielony bliźniak.

### Pozostałe repliki
Nieopisane szerzej kopie to m.in.: K’z Guitar Works Red Special (kopia za 8000 USD).
John, Paul i George – kopie wykonane przez Grega Fryera w latach 1996–1998; ostatnia z nich o ostrzejszym brzmieniu, wykonana była z innego drewna niż oryginał. Po ich wykonaniu Brian zlecił lutnikowi renowację swojej gitary.
Mniej znane: Greg Fryer’s Red Special, Sei Red Special, RS Guitars i inne.

## Dodatkowy sprzęt
Brian używał najczęściej jednego z dwóch wzmacniaczy: lampowego – VOX AC30 na kanale Normal lub Deacy Amp – wybudowanego przez Johna Deacona z zespołu Queen. Firma Vox zaczęła w 2003 roku produkcję repliki tego drugiego pod nazwą VOX Brian May Special.
Brian często korzystał też z treble boostera. Jego pierwowzór został wykonany przez ojca Briana na podstawie treble boostera Dallas Rangemaster. Kolejną wersję wykonał Pete Cornish, a potem Greg Fryer.
Do gry na Red Specialu Brian nie używał kostki, tylko monety sześciopensowej, czasami używając jej ząbkowanego brzegu dla uzyskania dodatkowych efektów. Uważał, iż standardowe kostki są zbyt miękkie, i nie nadają się do jego stylu gry. Monetę zwykle trzymał luźno, a przy spokojniejszych utworach w ogóle jej nie używał i grał palcami.
Kiedy sześciopensówki wycofano z obiegu, mennica państwowa Zjednoczonego Królestwa wytłoczyła jeszcze kilka sztuk specjalnie dla Maya. Na monetach wybito jego wizerunek i napis „Back To The Light”.

## Nazwy gitary
- Red Special – nazwa pochodzi od jej niecodziennego koloru.
- Fireplace[2] (kominek) – nazwa pochodzi od części kominka, z którego została zbudowana jej szyjka (więcej w sekcji Szyjka).
- Old Lady (Starsza Dama) – pieszczotliwa nazwa używana przez muzyka. Nawiązuje do wieku gitary, która w 2003 roku skończyła czterdziestkę. Wedle niektórych źródeł, drewno użyte na budowę jej szyjki miało już około 150 lat.